# Ipomoea sofomarensis
Ipomoea sofomarensis är en vindeväxtart som beskrevs av Sebsebe Demissew. Ipomoea sofomarensis ingår i släktet praktvindor, och familjen vindeväxter. Inga underarter finns listade i Catalogue of Life.